# Becard de Mèxic occidental
El becard de Mèxic occidental (Pachyramphus uropygialis; syn: Pachyramphus major uropygialis) és un tàxon d'ocell de la família dels titírids (Tityridae). Es troba a l'oest de Mèxic. Els seus hàbitats són els boscos tropicals i subtropicals de frondoses secs, els boscos tropicals i subtropicals de frondoses humits de les terres baixes i de l'estatge montà, així com les plantacions. El seu estat de conservació es considera de risc mínim.

## Taxonomia
Segons el Handook of the Birds of the World i la quarta versió de la BirdLife International Checklist of the birds of the world (Desembre 2019), aquest tàxon tindria la categoria d'espècie. Tanmateix, altres obres taxonòmiques, com la llista mundial d'ocells del Congrés Ornitològic Internacional (versió 12.2, juliol 2022), el consideren una subespècie del becard de Mèxic (Pachyramphus major uropygialis).